# 新济洲
31°51′14″N 118°31′28″E / 31.853906°N 118.524365°E
新济洲，是南京市江宁区西南长江中的沙洲，乾隆、嘉庆年间形成。原名济漕州，因土地为金陵救济局所有而得名，1949年后改为现名。2001年，岛上4000名居民进行移民，新济洲成为无人岛。2010年试点建设南京长江新济洲国家湿地公园，2016年获牌，计划于2017年正式开放。